# Bằng lăng sẻ
Bằng lăng sẻ hay còn gọi tử vi, bá tử kinh, bách nhật hồng (danh pháp khoa học: Lagerstroemia indica) là loài cây có nguồn gốc Đông Á đã được nhà thực vật học người Pháp André Michaux đưa vào Hoa Kỳ khoảng năm 1790 tại Charleston, Nam Carolina. Ngày nay nó là loài cây bụi có hoa làm cảnh rất phổ biến được gieo trồng tại miền trung Hoa Kỳ và trên toàn thế giới. Ở Việt Nam, cây bị gọi nhầm thành Tường vi là một loài hồng leo.

## Nguồn gốc

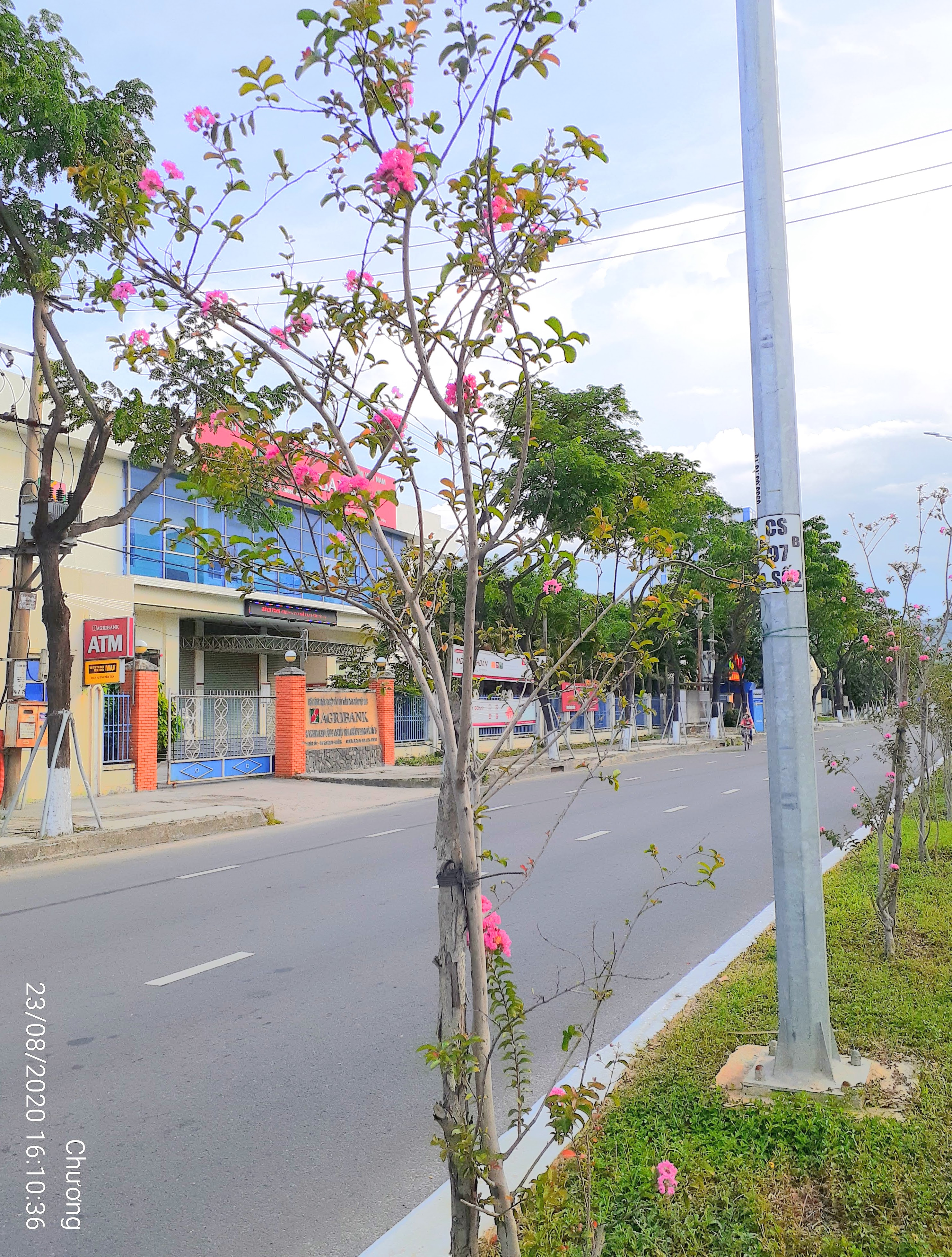
Những cây tử vi được trồng trên dải phân cách

## Tên gọi

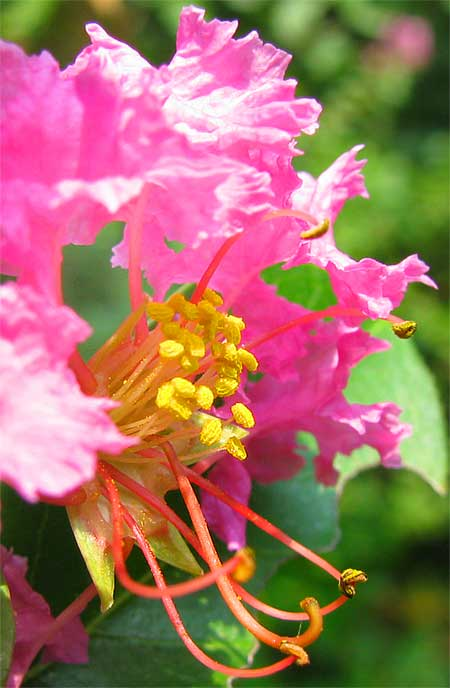
Cận cảnh một bông hoa tử vi